# Antoine Mendy
Antoine Mendy (París, 16 de agosto de 1983) es un jugador de baloncesto francés con pasaporte senegalés que actualmente se encuentra sin equipo. Con 1,98 metros de altura juega en la posición de Alero. Es internacional absoluto con Senegal.

## Trayectoria profesional

### Rueil Pro Basket
Formado en la cantera del Rueil Pro Basket, debutó en 2002 con el primer equipo de la Pro B, la segunda división francesa, permaneciendo en el club hasta 2004.

### Paso por Suiza
En 2004 fichó por el BC Boncourt Red Team de la Liga Nacional de Baloncesto de Suiza, permaneciendo allí durante dos temporadas (2004-2005 y 2005-2006). 
En su primera temporada fue campeón de la Copa de Baloncesto de Suiza y de la Copa de la Liga de Suiza, siendo elegido a final de temporada fue elegido en el mejor quinteto de jugadores Sub-21 de la LNA. Jugó 21 partidos de liga con un promedio de 5,9 puntos (71,4 % en tiros de 2) y 2,2 rebotes. Disputó la FIBA Europe Cup ese año, llegando su equipo a los cuartos de final, donde perdieron contra el a la postre campeón CSU Asesoft Ploieşti rumano y a la final de la Conferencia Oeste y Central, donde perdieron por 105-77 contra el Mlekarna Kunin checo. Mendy jugó 12 partidos en la FIBA Europe Cup con un promedio de 4 puntos (58,3 % en tiros de 2) y 1,7 rebotes en 11,4 min.
En su segunda temporada ganó la Copa de la Liga de Suiza por segunda vez y quedó subcampeón de liga. Volvió a disputar la EuropeCup Challenge, llegando su equipo a los octavos de final, donde perdieron contra el Olympia Larissa BC griego. Mendy jugó 6 partidos con un promedio de 6,8 puntos y 3 rebotes en 18 min. En liga jugó 30 partidos con un promedio de 8,9 puntos (50,3 % en tiros de 2), 3,1 rebotes, 1 asistencia y 1 robo de balón.
Disputó un total de 51 partidos de liga con el conjunto suizo entre las dos temporadas, promediando 7,4 puntos (60,8 % en tiros de 2 y 33,1 % en triples) y 2,6 rebotes, mientras que en la EuropeCup Challenge disputó un total de 18 partidos entre las dos temporadas,  promediando 5,4 puntos y 2,3 rebotes en 14,7 min de media.

### Reims Champagne Basket
Volvió a Francia en la temporada 2006-2007, fichando por el Reims Champagne Basket, club que militaba por entonces en la Pro A. El equipo quedó en la 18.ª y última posición de la tabla y descendió a la Pro B. Jugó 34 partidos de liga con el cuadro de Reims, promediando 13,8 puntos, 5 rebotes, 1 asistencia y 1 robo de balón en 29 min.

### ÉB Pau-Orthez
Fichó en 2007 por el histórico francés ÉB Pau-Orthez, club en el que ha estado seis temporadas.
En su primera temporada (2007-2008), jugó 30 partidos de liga y 10 de Copa ULEB. En liga promedió 5,3 puntos (66,7 % en tiros de 2) y 2,5 rebotes en 16 min, mientras que en la Copa ULEB 2007-08 promedió 5,8 puntos (55,6 % en tiros de 2 y 35% en triples) y 2,4 rebotes en 17,3 min.
En su segunda temporada (2008-2009), jugó 30 partidos de liga con un promedio de 7,3 puntos, 3 rebotes y 1 robo de balón en 21,6 min. El equipo quedó en la 16.ª y última posición de la tabla y descendió a la Pro B.
En su tercera temporada (2009-2010), con el equipo jugando en la Pro B, disputó 33 partidos de liga y 7 de play-offs. En liga promedió 13 puntos (53,2 % en tiros de campo y 39,6 % en triples), 3,9 rebotes, 1,1 asistencias y 1,5 robos de balón en 26 min, mientras que en play-offs promedió 7,4 puntos (41,2 % en triples), 3,4 rebotes, 1 asistencia y 1 robo de balón en 18 min. El equipo ganó el Campeonato de Francia de Baloncesto Pro B y ascendió de nuevo a la Pro A. A final de temporada fue elegido en el mejor quinteto de jugadores nacionales de la Pro B.
En su cuarta temporada (2010-2011), de vuelta ya en la Pro A, jugó 22 partidos de liga con un promedio de 12,7 puntos (58,8 % en tiros de 2), 4,5 rebotes, 1,2 asistencias y 1,2 robos de balón en 29,2 min.
En su quinta temporada (2011-2012), jugó 24 partidos de liga y 6 de EuroChallenge. En liga promedió 11 puntos, 4 rebotes, 1 asistencia y 1,3 robos de balón en 26,4 min, mientras que en Eurochallenge promedió 6,1 puntos (33,3 % en triples) y 1,3 rebotes en 14,7 min. El equipo quedó en la penúltima posición de la tabla (15.ª) y de nuevo descendió a la Pro B.
En su sexta y última temporada (2012-2013), con el equipo otra vez en la Pro B, jugó 34 partidos de liga y 5 de play-offs. En liga promedió 12,9 puntos, 4,1 rebotes, 1,1 asistencias y 1,5 robos de balón en 26 min, mientras que en play-offs promedió 12 puntos (55,3 % en tiros de campo), 5 rebotes y 1,4 robos de balón en 32 min. Aunque el equipo fue eliminado en semifinales de los play-offs por el Campeonato de Francia de Baloncesto Pro B, al quedar 1.º en liga regular ascendió a la Pro A.
Disputó un total de 106 partidos en la Pro A con el conjunto francés, promediando 9 puntos (55,3 % en tiros de 2), 3,5 rebotes y 1,1 robos de balón en 23,2 min de media. En la Pro B disputó un total de 67 partidos de liga y 12 de play-offs, promediando 12,9 puntos (51,4 % en tiros de campo y 35,7 % en triples), 4 rebotes, 1,1 asistencias y 1,5 robos de balón en 26 min en liga y 9,7 puntos, 4,2 rebotes y 1,1 robos de balón en 25 min de media en play-offs.

### JDA Dijon
El 16 de agosto de 2013, firmó por el JDA Dijon, club en el que ha estado hasta 2015.
En su primera temporada (2013-2014), llegó con el equipo a las semifinales de la Pro A, siendo eliminados por el CSP Limoges. Jugó 30 partidos de liga, 7 de play-offs y 12 de Eurochallenge, promediando 5,2 puntos y 2,3 rebotes en 17 min en liga, 2,4 puntos, 1,4 rebotes y 1 asistencia en 10 min en play-offs y 5,4 puntos y 2,2 rebotes en 19,1 min en Eurochallenge.
En su segunda temporada (2014-2015), fue elegido en el mejor quinteto de jugadores nacionales de la jornada 3 (18 puntos, 3 rebotes y 2 robos). Jugó 32 partidos de liga y 15 de Eurocup, promediando 7,4 puntos, 4,5 rebotes y 1,4 robos en 23 min en liga y 5,3 puntos y 4,2 rebotes en 20,4 min en la Eurocup 2014-15.
Disputó un total de 62 partidos de liga con el cuadro de Dijon entre las dos temporadas, promediando 6,3 puntos, 3,4 rebotes y 1 robo de balón en 20 min de media.

### Orléans Loiret Basket
El 9 de julio de 2015, fichó por el Orléans Loiret Basket para la temporada 2015-2016. Fue elegido en el mejor quinteto de jugadores nacionales de la jornada 4 (25 puntos y 5 rebotes).

## Selección senegalesa
Es internacional absoluto con la selección de baloncesto de Senegal desde el año 2009, cuando disputó el AfroBasket 2009, celebrado entre Bengasi y Trípoli, Libia. 
Senegal quedó en 7.ª posición y Mendy jugó 7 con un promedio de 3,3 puntos (50 % en tiros de 2) y 1,2 rebotes en 10,1 min.
Volvió a jugar con la selección de baloncesto de Senegal en el AfroBasket 2015, celebrado en Radès, Túnez, donde Senegal quedó en 4.ª posición tras perder por 82-73 contra la anfitriona selección de baloncesto de Túnez en el partido por el bronce. 
Mendy jugó 7 partidos con un promedio de 16,3 puntos (64,7 % en tiros de 2 y 35,8 % en triples), 5 rebotes, 1,9 asistencias y 1,1 robos de balón en 35,1 min. Ha sido el 2.º máximo anotador de su selección (solo por detrás de Gorgui Dieng), el 2.º máximo reboteador y el 3.º máximo asistente. Finalizó el AfroBasket 2015 como el 9.º máximo anotador, el 4.º en puntos totales, el 11.º en % de tiros de campo con 47,1 % y el 6.º en min por partido.